# Henri-Jacques Huet
Pour les articles homonymes, voir Huet.
Henri-Jacques Huet, né le 27 mars 1930 à Paris et mort le 4 juin 2009 à Nice, est un acteur français.

## Biographie
Son premier rôle marquant, au théâtre, est celui du capitaine des pompiers de La Cantatrice chauve, dont il est le créateur sur la scène des Noctambules en 1950, aux côtés de Nicolas Bataille, Claude Mansard et Paulette Frantz.
Il a également joué dans la pièce Les Carabiniers de Beniamino Joppolo lors de sa première en 1958.

## Filmographie

### Cinéma
- 1955 : French Cancan de Jean Renoir
- 1956 : Le Cas du docteur Laurent de Jean-Paul Le Chanois
- 1957 : En cas de malheur de Claude Autant-Lara
- 1958 : Prisons de femmes de Maurice Cloche
- 1959 : À bout de souffle de Jean-Luc Godard
- 1959 : Austerlitz d'Abel Gance et Roger Richebé
- 1960 : Un soir sur la plage de Michel Boisrond
- 1960 : Le Petit Soldat de Jean-Luc Godard
- 1961 : Conduite à gauche de Guy Lefranc
- 1962 : Jusqu'à plus soif de Maurice Labro
- 1962 : À fleur de peau de Claude Bernard-Aubert
- 1962 : Et Satan conduit le bal de Grisha Dabat
- 1963 : OSS 117 se déchaîne d'André Hunebelle
- 1966 : Le Grand Restaurant de Jacques Besnard
- 1968 : Slogan, de Pierre Grimblat
- 1969 : Ciné-Girl de Francis Leroi
- 1969 : Le Corps de Diane de Jean-Louis Richard
- 1970 : Max et les Ferrailleurs de Claude Sautet
- 1971 : Le Viager de Pierre Tchernia
- 1972 : César et Rosalie de Claude Sautet
- 1973 : Salut l'artiste d'Yves Robert
- 1974 : Peur sur la ville d'Henri Verneuil : Julio Cortès
- 1977 : Violette Nozière de Claude Chabrol
- 1978 : L'Amour en question d'André Cayatte
- 1979 : Je vais craquer de François Leterrier
- 1979 : Extérieur, nuit de Jacques Bral
- 1980 : Beau-père de Bertrand Blier
- 1982 : Le Prix du danger d'Yves Boisset
- 1985 : Tranches de vie de François Leterrier
- 1986 : Le Débutant de Daniel Janneau
- 1986 : Le Solitaire de Jacques Deray
- 1994 : Les Misérables de Claude Lelouch

### Télévision
- 1950 : Agence Nostradamus de Claude Barma (série de 9 épisodes)
- 1958 : Les Cinq Dernières Minutes, épisode Réactions en chaîne de Claude Loursais : André Cormont
- 1958 : Misère et Noblesse de Marcel Bluwal, adaptation de la pièce d'Eduardo Scarpetta
- 1959 : Une nuit orageuse de Marcel Bluwal
- 1962 : L'inspecteur Leclerc enquête, épisode : Preuve à l'appui de Pierre Badel
- 1965 : Le Coup de pistolet (d'après la nouvelle d'Alexandre Pouchkine), téléfilm de Willy Holt : Alexandre
- 1965 : Poly au Portugal de Cécile Aubry (feuilleton) : Jean-Marie Kervelen
- 1965 : 22, avenue de la Victoire (mini-série) : Jacques
- 1967 : Le Jeu de l'amour et du hasard de  Marcel Bluwal, adaptation de la pièce de Marivaux (téléfilm) : Mario
- 1968 : Les Cinq Dernières Minutes, épisode Les Enfants du faubourg de Claude Loursais
- 1969 : Agence Intérim (épisode "Henri III"), feuilleton télévisé de Marcel Moussy et Pierre Neurisse : Cirilli
- 1969 : Au théâtre ce soir : La mariée est trop belle de Michel Duran, mise en scène Jacques Mauclair, réalisation Pierre Sabbagh, Théâtre Marigny
- 1970 : Sébastien et la Mary-Morgane de Cécile Aubry : le docteur Grégoire Sabel
- 1972 : De sang froid d'Abder Isker
- 1972 : Joseph Balsamo d'André Hunebelle : Jean du Barry
- 1972 : Meurtre par la bande (téléfilm) épisode de la série télévisée Les Cinq Dernières Minutes de Claude Loursais
- 1974 : Gil Blas de Santillane, feuilleton télévisé de Jean-Roger Cadet : Zafata
- 1974 : Les Cinq Dernières Minutes de Claude Loursais, épisode Fausses notes : Gilbert Gauthier
- 1975 : Au théâtre ce soir : Dix minutes d'alibi d'Anthony Armstrong, mise en scène Jacques Ardouin, réalisation Pierre Sabbagh, Théâtre Édouard VII
- 1975 : La Mort d'un touriste d'Abder Isker
- 1976 : Au théâtre ce soir : Sacrés Fantômes de Eduardo De Filippo, mise en scène Jean Michaud, réalisation Pierre Sabbagh, Théâtre Edouard VII
- 1977 : Recherche dans l'intérêt des familles de Philippe Arnal, épisode : La Marmotte
- 1978 :  Désiré Lafarge  épisode : 35 mm couleur pour Désiré Lafarge  de Jean Pignol
- 1978 : Les Hommes de Rose, feuilleton télévisé de Maurice Cloche : Albouy
- 1981 : La Guerre des chaussettes de Maurice Cloche
- 1982 : Les Nouvelles Brigades du Tigre de Victor Vicas, épisode Le Réseau Brutus de Victor Vicas
- 1983 : Les Enquêtes du commissaire Maigret, épisode : La Tête d'un homme de Louis Grospierre
- 1993 : Chambre 12, Hôtel de Suède, téléfilm documentaire de Claude Ventura et Xavier Villetard : lui-même

## Théâtre
- 1950 : La Cantatrice chauve d'Eugène Ionesco, mise en scène Nicolas Bataille, Théâtre des Noctambules création
- 1951 : Danse sans musique de Henri Charles Richard et Albert Gray d'après Peter Cheyney, mise en scène René Clermont, Théâtre des Noctambules
- 1953 : L'Alouette de Jean Anouilh, mise en scène de l'auteur et Roland Piétri, Théâtre Montparnasse
- 1958 : Les Carabiniers de Beniamino Joppolo, mise en scène Michel de Ré, Théâtre d'Aujourd'hui
- 1959 : Le Songe d'une nuit d'été de William Shakespeare, mise en scène Jean Vilar, Festival d'Avignon
- 1959 : La Mort de Danton de Georg Büchner, mise en scène Jean Vilar, TNP Théâtre de Chaillot
- 1962 : La Reine galante d'André Castelot, mise en scène Jean-Pierre Grenier, Théâtre des Ambassadeurs
- 1965 : Pepsie de Pierre-Edmond Victor, mise en scène Jean-Laurent Cochet, Théâtre Daunou
- 1968 : Le Grand Zèbre de Jean-Jacques Bricaire et Maurice Lasaygues, mise en scène Francis Joffo, Théâtre des Variétés
- 1970 : Pourquoi m'avez-vous posée sur le palier ? de Catherine Peter Scott, mise en scène Jean-Pierre Grenier, Théâtre Saint-Georges